# Cornel Dinu
Cornel Dinu (ur. 2 sierpnia 1948 w Târgoviște), rumuński piłkarz występujący na pozycji środkowego pomocnika, i trener piłkarski. Jest wychowankiem klubu Metalul Târgoviște, ale już w wieku osiemnastu lat trafił do Dinama Bukareszt, w którym grał bez przerwy do 1983 roku, aż do zakończenia kariery. W tym czasie zdobył z nim pięć tytułów mistrza kraju oraz trzykrotnie został wybrany piłkarzem roku w Rumunii. Jest rekordzistą pod względem liczby meczów w Dinamie - w ciągu siedemnastu lat wystąpił w 454 spotkaniach. Z reprezentacją Rumunii, w której barwach rozegrał 75 meczów, brał udział w Mundialu 1970.
Po zakończeniu piłkarskiej kariery został szkoleniowcem Dinama. Już w pierwszym sezonie swojej pracy osiągnął najlepszy w historii klubu wynik w europejskich pucharach - półfinał Pucharu Europejskich Mistrzów Krajowych, w którym jego poodpieczni przegrali z późniejszym triumfatorem rozgrywek Liverpoolem. Ponadto w 1984 roku Dinu zdobył mistrzostwo i Puchar Rumunii. Później pracował w Asie Tîrgu Mures, Otelulu Galați, Universitatei Cluj, Metalulu Bukareszt oraz w reprezentacji. Był selekcjonerem drużyny narodowej od kwietnia 1992 do czerwca 1993 roku. Prowadził zespół w 13 meczach, z których wygrał 7, zremisował 2 i przegrał 4. Odszedł po porażce 2:5 z Czechosłowacją w eliminacjach do Mundialu 1994, na trzy mecze przed zakończeniem kwalifikacji. Jego następcą został Anghel Iordănescu, który wygrał pozostałe spotkania i wprowadził zespół do turnieju, gdzie Rumunia doszła do ćwierćfinału. W drugiej połowie lat 90. Dinu był dyrektorem technicznym w Naționalu Bukareszt oraz trenerem Dinama, z którym w 2000 roku zdobył mistrzostwo kraju.

## Sukcesy piłkarskie
- mistrzostwo Rumunii 1971, 1973, 1975, 1977, 1982 i 1983 oraz Puchar Rumunii 1968 i 1982 z Dinamem Bukareszt
- Piłkarz roku 1970, 1972 i 1974 w Rumunii. Ponadto czterokrotnie - w 1971, 1973, 1978 i 1979 roku - jego nazwisko znalazło się w najlepszej piątce w tym plebiscycie.